# フォー・ザ・バレル
『フォー・ザ・バレル / FOR THE BARREL』は、角川書店のアニメ情報誌「月刊ニュータイプ」で2000年8月号から2002年6月号まで連載された作品。

## 概要
小説と設定画などのイラストからなるビジュアルストーリーの体裁をとっている。ストーリーをライターの大塚ギチ、ビジュアル面を当時はまだ新人のコヤマシゲトと大久保淳二が手がけた。原作（クレジットはcomplicity=共犯となっている）は富野由悠季の小説版『機動戦士ガンダム』で、同作を再構築するという名目の元で全22回発表された。「月刊ニュータイプ」2001年1月号では表紙イラストも担当している。
単行本は発売されていない。
本編の他に同誌に連載されたコヤマシゲトによる漫画版の『FOR THE BARREL "1984"』や、増刊誌の「ニュータイプ・ドットコム」で連載された姉妹編『ワールズエンド・バレル』がある（2000年9月号から2002年5月号まで）。

## 登場人物

### ペガサス・クルー
嶺阿寶（リン・ア・バォ）
17歳、階級は曹長。ガンボーイ・ウィルバーの専任パイロット。真の主人公を世界とそして物語へと導くための存在。なお、「ユゥ・ア・バォ」は誤表記。
ルロイ・ギリアム

カスバル・ベイリー

素林隼人（すばやし はやと）
ガンボーイ・オービルC109パイロット。階級は嶺と同じ曹長。日本出身。
スラッガー・ロウ

ブライト・ノア
ペガサスの臨時艦長。階級は少尉。
邱”雅各”唐（クー・ワイシー・デン）

フラウ・ボゥ
ペガサスの収容した民間人の少女。ファッションデザイナーを志している。
八丈志麻
ペガサスのメカニック。行動的なボーイッシュガール。

### フラナガン機関
シャリア・ブル
反地球連邦組織の異能者集団「オリジナル・フォー」のひとり。
ララァ・スン
反地球連邦組織の異能者集団「オリジナル・フォー」のひとりで最強の力と残虐性をもつ。
クスコ・アル
反地球連邦組織の異能者集団「オリジナル・フォー」のＮｏ.２。
クランブル・カレリア
反地球連邦組織の異能者集団「オリジナル・フォー」のひとり。

## 登場兵器
ガンボーイ・ウィルバー
地球連邦軍が開発した試作型の人型兵器マシニング・スキン。宇宙空間でも運動性を重視し、四肢すべてがノッキング運動に特化した「エランの振り子」形にデザインされているのが特徴。通称「アルビノ」（純白のボディカラーと赤色等に発光するカメラアイからそう呼ばれる）。
頭部は可動はする物の背中の一部になっており、胸部は背中から後ろに大きく張り出しており、2つのメインノズルで宇宙空間を移動する。機体の動力源である「原子炉」は、この後ろに張り出した背中の内部に納まっており、それぞれのメインノズルと直結している。
歩行の際は足の爪先部分が変形して接地状態になる。両手はそれぞれ4指のマニピュレーターになっている。
機体の胸部の「コアブロック」と呼ばれるコクピットは、パイロットの脚部を固定するための2本の筒状の「下半身シート」にそれぞれの脚部を入れ、パイロットはほぼ仰向け状態で操縦する。機体に方向指示を与えるため、腰部のシートは可動式になっている。パイロットの上半身も完全に固定され、戦闘の際は、コクピットの中央にある固定式グリップ（ガンナー）と腕部固定式の「キャスター」と呼ばれる端末との併用で攻撃する。コクピットのパイロットから見て右側には「予備キャスター」と呼ばれる端末があり、何らかの要因によってメインの「キャスター」が使用不可能な状況に陥った際に使用する物と見られる。
ガンボーイ・オービル
2門の無反動砲を固定装備したガンボーイ・シリーズ４番目のマシニング・スキン。通称「キャノンボーイ」。
ミスター・ボール
スペースコロニーの建造にあたって開発された宇宙用大型重機「マシニング・ワーカ」。ペガサス・クルーではラム・ドワイが搭乗する。戦闘に特化した武装されたバージョン「ファイアボール」も存在する。
G3
ウィルバーに続いて嶺阿寶の搭乗する人型兵器マシニング・スキンで最後の乗機。のちにカスバル・ベイリーの専用機になる。G3の名称は本機がマシニング・スキンで初めて重要兵器レベルがグレード3（戦艦級）となったことにちなんでいる。通称「ゴースト」。
グラビティ
地球連邦が正式採用した人型兵器マシニング・スキン。
ブロンディ
反地球連邦組織のマシニング・スキン。マシニング・ワーカ「クイックシルバー」をベースに開発された史上初のマシニング・スキン。
Ｄ・Ｄ
反地球連邦組織のマシニング・スキン。

## スタッフ
- ストーリー/総編集：大塚ギチ
- キャラクターデザイン/イラスト：コヤマシゲト
- メカニックデザイン：大久保淳二
- タイトルロゴデザイン：横山豊蘭
- 翻訳：佐々木明広&ジョナサン・クレメンツ

## 全話リスト

### FOR THE BARREL
- 連載第0回：BARREL PREVIEW （2000年8月号掲載）
- 連載第1回：プロローグ「フォーキャスト・エンド—予知夢者の死」（2000年9月号掲載）
- 連載第2回：第1話「プレイ・チャイルド—悪童たち」（2000年10月号掲載）
- 連載第3回：第2話「アイアン・ジャイアント—よろこびの機械」（2000年11月号掲載）
- 連載第4回：第3話「ストリーマーズ—漂流者たち」（2000年12月号掲載）
- 連載第5回：第4話「インテュイション・プラス—無機の王」&特集記事（2001年1月号掲載）
- 連載第6回：第5話「サイエンス・フィクション—失くした1/2」（2001年2月号掲載）
- 連載第7回：第6話「サイエンス・フィクション2—忘却のロウ」（2001年3月号掲載）
- 連載第8回：第7話「チルドレン・オブ・ザ・ニューセンチュリー—その10代に罪はない」（2001年4月号掲載）
- 連載第9回：第8話「ウォーゲーム—彼女のナイフ」（2001年5月号掲載）
- 連載第10回：第9話「オリジナルストーリー—冷たい乳房」（2001年6月号掲載）
- 連載第11回：第10話「オーセンティシティ—ぼくの虚構はきみの現実に」（2001年7月号掲載）
- 連載第12回：第11話「ガンボーイ・ウィルバー—阿寳、負傷」（2001年8月号掲載）
- 連載第13回：「インターミッション—総集編」（2001年9月号掲載）
- 連載第14回：「インターミッション—総集編2」（2001年10月号掲載）
- 連載第15回：「インターミッション—総集編3」（2001年11月号掲載）
- 連載第16回：第12話「クスコ・アル—異能者」（2001年12月号掲載）
- 連載第17回：第13話「クスコ・アル2—脱出」（2002年1月号掲載）
- 連載第18回：第14話「クスコ・アル3—理解者」（2002年2月号掲載）
- 連載第19回：休載記事（2002年3月号掲載）
- 連載第20回：第16話「カスバル・ベイリー—新人類」（2002年4月号掲載）
- 連載第21回：第17話「カスバル・ベイリー—新人類2」（2002年5月号掲載）
- 連載第22回：最終話「嶺阿寳—フォーキャスト」（2002年6月号掲載）

### FOR THE BARREL "1984"
コヤマシゲトによるコミック版。
- #1/No Future—PROLOGUE （2001年2月号掲載）
- #2/tribal arrival （2001年3月号掲載）
- #3/Revise Revive Revival （2001年4月号掲載）
- #4/GHOST （2001年5月号掲載）

## ギプス
アスキーより発行された”G20（ジーツーオー）”の最終号（2000年2月号）で発表された「BARREL」のプレ企画の企画書。